# Guy Manning (cestista)
Guy R. Manning (Oakwood, 4 febbraio 1944) è un ex cestista statunitense, professionista nella ABA.

## Carriera
Venne selezionato dai Baltimore Bullets al decimo giro del Draft NBA 1967 (87ª scelta assoluta).